# Santa Cruz Pueblo Nuevo
Santa Cruz Pueblo Nuevo är en ort i Mexiko.   Den ligger i kommunen Tenango del Valle och delstaten Mexiko, i den sydöstra delen av landet, 70 km sydväst om huvudstaden Mexico City. Santa Cruz Pueblo Nuevo ligger 2 893 meter över havet och antalet invånare är 1 634.
Terrängen runt Santa Cruz Pueblo Nuevo är huvudsakligen kuperad, men västerut är den bergig. Terrängen runt Santa Cruz Pueblo Nuevo sluttar österut. Runt Santa Cruz Pueblo Nuevo är det ganska tätbefolkat, med 248 invånare per kvadratkilometer. Närmaste större samhälle är Metepec, 18,6 km norr om Santa Cruz Pueblo Nuevo. I omgivningarna runt Santa Cruz Pueblo Nuevo växer huvudsakligen savannskog.